# Emil Forrer
Emil Orgetorix Gustav Forrer (auch Emilio O. Forrer; * 19. Februar 1894 in Straßburg; † 10. Januar 1986 in San Salvador) war Schweizer Assyriologe, Altertumswissenschaftler und Hethitologe.

## Biografie

### Jugend
Emil Forrers Vater war Robert Forrer (1866–1947), ein bekannter Prähistoriker, Kunsthistoriker, Numismatiker und Archäologe, der das Straßburger Museum für römische und vorgeschichtliche Altertümer als Direktor leitete. Robert Forrer veröffentlichte zahlreiche Bücher, die noch heute Handbuchcharakter besitzen und war einer der bedeutendsten Vertreter seines Faches im ausgehenden 19. und beginnenden 20. Jahrhundert. In diesem großbürgerlichen Milieu wuchs Emil Forrer als Drittgeborener mit seinen Geschwistern auf. Am ortsansässigen protestantischen Lyzeum schloss er 1911 seine schulische Ausbildung mit dem Abitur ab. Über seine Jugend gibt es einige, auch publizierte Hinweise, die er selbst wie folgt zusammenfasst:

„Alle Probleme und Methoden der Vorgeschichtsforschung und Archäologie sind mir infolgedessen (aufgrund der Tätigkeit des Vaters) früh selbstverständlich geworden.“

### Studium und Promotion
Im Jahre 1912 immatrikulierte er sich an der Universität Straßburg für Geschichte, Ägyptologie und Assyriologie. Dort lernte er bei zahlreichen namhaften Gelehrten, wie zum Beispiel Assyrisch bei Carl Frank, Ägyptisch bei Wilhelm Spiegelberg, Arabisch und Neupersisch bei Enno Littmann sowie Altpersisch bei Albert Thumb.
Im Herbst 1913 siedelte Forrer im Alter von 19 Jahren nach Berlin über, um bei Eduard Meyer altorientalische Geschichte und bei Friedrich Delitzsch Assyriologie zu hören und dort zu promovieren. Dabei standen für Forrer wohl immer Fragen der Ethnologie und Geographie des Alten Orients im Mittelpunkt seines Interesses, so dass es nur konsequent erscheint, dass er für seine Dissertation 1917 das Thema Die Provinzeinteilung des assyrischen Reiches wählte.

### Arbeit an den Tontafeln aus Boghazköi
1917 nach erfolgreicher Promotion war es Eduard Meyer, der den jungen Forrer überzeugte, sich näher mit dem Hethitischen zu befassen, da diese noch junge Disziplin reichen wissenschaftlichen Ertrag versprach. Da Meyer gute Kontakte zum Berliner Museum pflegte sowie eine wichtige Rolle innerhalb der Deutschen Orient-Gesellschaft spielte, stellte diese Forrer ab 1917 einen eigenen Arbeitsraum im Museum zur Verfügung und gewährte ihm Zugang zu den Tontafeln aus Boghazköi (Hattuscha). Mit viel Fleiß arbeitete sich Forrer durch Tausende von Tafeln und Fragmenten und legte dabei sehr umfangreiche Verzettelungen an, auf die auch Eduard Meyer gern zurückgriff. Er sortierte dabei auch erstmals das Material. Die ersten Ergebnisse dieser umfangreichen Studien publizierte Forrer 1919 in seinem Aufsatz Die Acht Sprachen der Boghazköi-Inschriften sowie in zwei weiteren Aufsätzen 1921 und 1922.
Zu seinen anfänglichen Förderern gehörte neben Eduard Meyer vor allem auch Otto Weber, der seit 1912 Kustos am Berliner Museum und in der Nachfolge Delitzschs Direktor der Vorderasiatischen Abteilung des Museums war. Meyer und Weber beteiligten Forrer ab 1920 an der Herausgabe der Texte in der Reihe Keilschrifttexte aus Boghazköi, deren viertes Heft Forrer verfasste. Diese Periode und die folgenden Jahre zählten zu seinen produktivsten. 1922 erschien seine Zeichenliste sowie seine zwei Bände mit den historischen Texten in Umschrift. Diese ermöglichten auch Keilschriftunkundigen einen Zugang zu den Texten. Wichtig waren auch die vieldiskutierten Aḫḫijawa-Aufsätze. Vor allem 1923 widmete sich Forrer der Entschlüsselung des Hieroglyphen-Luwischen, das er „tabalisch“ nannte.

### Habilitation
Nach zwei gescheiterten Anläufen 1921 in München und 1923 an der Berliner Friedrich-Wilhelms-Universität (seine Habilitationsschrift wurde nicht angenommen) habilitierte Forrer sich am 18. Mai 1925 für „Geschichte des Alten Orients und nicht semitische Keilschriftsprachen des alten Orient“. Zur Habilitation ist heute nichts mehr bekannt, das Thema der Habilitationsschrift lässt sich jedoch aus einem Brief entnehmen: „...seither habe ich an der Ausarbeitung eines Buches über die Arzaova- und Lugga-Länder, Assuva und die Griechen nach den Boghazköi-Texten gearbeitet, von dem ich den ersten in sich abgeschlossenen Teil als Habilitationsschrift einreiche.“ Später erschien eine erweiterte Fassung im Selbstverlag.

### Forschungsreise nach Anatolien
1926 unternahm Forrer zusammen mit dem Religionswissenschaftler Edmund Weigand eine durch private Zuwendungen und durch die Deutsche Orient-Gesellschaft finanzierte Forschungsreise nach Anatolien. Die Reise hatte vor allem archäologische Zielsetzungen wie die Lokalisierung von Siedlungen aus vorrömischer Zeit.
Da Forrer auch nach seiner Habilitation im Jahr 1925 ohne feste Anstellung blieb, begannen sich die finanziellen Sorgen, die bis auf wenige Ausnahmejahre sein ganzes Leben bestimmen sollten, deutlich bemerkbar zu machen. Die Notgemeinschaft der deutschen Wissenschaft unterstützte Forrer zeitweise mit einem Privatdozentenstipendium.

### Gastprofessuren und Forschungsreisen
Im Jahre 1929 wurde Forrer, der brieflichen Kontakt zu James Henry Breasted (1865–1935), dem Gründer des Oriental-Institute in Chicago, pflegte, auf eine dreijährige Gastprofessur (associate professor) nach Chicago berufen. Im Rahmen dieser Tätigkeit reiste er nach Kreta, um u. a. die minoischen Tontafeln zu studieren. Des Weiteren wurde er 1930 nach Paris gesandt, um sich mit den Keilschriftfunden aus Ras Shamra zu befassen sowie sich grundlegende Kenntnisse der Grabungsmethodik in Megiddo anzueignen. Auch bereiste Forrer im Sommer 1930 Zypern, um dort eine in Aussicht genommene Grabung zu sondieren. Im Anschluss daran, im Herbst 1930, unternahm er eine Forschungsreise nach Kleinasien, die der „weiteren Klärung der Lage der Bibliotheksstadt Arinna“ galt. Schließlich publizierte Forrer während seines Aufenthaltes in Chicago seine Ergebnisse zur hethitischen Hieroglyphenschrift, die methodisch auch heute noch überzeugen.
Emil Forrer wurde im Anschluss an seine Chicagoer Zeit im Mai/Juni 1933 von den Universitäten Genf und Lausanne eingeladen, je zehn Vorträge über die „Ursprünge der Kulturen, Völker und Sprachen des Alten Orients“ zu halten. Diese gut honorierten Vortragsreihen verdeutlichen, dass Emil Forrer durchaus, wenn auch eher im Ausland, eine verdiente Wertschätzung genoss.
Für das Wintersemester 1933/34 (Oktober–Januar) hatte Forrer eine vertretende Gastprofessur für Assyriologie und Semitistik an der Johns Hopkins University in Baltimore inne und nutzte diesen Aufenthalt, die USA ausgiebig mit dem Auto zu bereisen. Dort rückten zum ersten Mal ernsthaft die mittelamerikanischen Kulturen, insbesondere die Maya-Kultur, in den Mittelpunkt seines wissenschaftlichen Interesses.
Direkt im Anschluss an den Aufenthalt in Baltimore wurde Forrer als „Expedition Advisor“ im Auftrag des Bryn Mawr College, Pennsylvania, unter Vertrag genommen, wo er mithalf, eine Kilikien-Expedition vorzubereiten, an der er selbst teilnahm.
Allerdings stagnierte die Karriere Forrers in den folgenden Jahren und er hielt sich mit Lehraufträgen, Dozentenbeihilfen und finanziellen Unterstützungen der Schweizer Botschaft über Wasser. Eine zunächst ausgesprochene Übernahme in den Beamtenstatus durch das nationalsozialistische Reichsministerium für Wissenschaft, Erziehung und Volksbildung als Dozent der Berliner Universität vom 11. Dezember 1939 wurde am 11. Mai 1940 widerrufen, da sich Forrer trotz gegebener Zusage weigerte, seine Schweizer Staatsbürgerschaft niederzulegen.
Während des Krieges hielt Forrer bis zum WS 1944 regelmäßig Lehrveranstaltungen in Berlin ab. In den Kriegswirren und im Kampf um Berlin blieb Forrer, solange es ging, in seinem langjährigen Wohnort Erkner. In den Jahren 1940/1941 arbeitete er für die militärgeographische Abteilung des Oberkommandos der Wehrmacht an einem geheimen Projekt zur Erstellung spezieller Landkarten für den Einsatz der Panzerwaffe und fertigte militärgeographische Karten des Vorderen Orients an. Wie weit er sich mit dem NS-Wissenschaftsbetrieb einließ, geht aus einem Schreiben der „Forschungsstelle Orient“ um Otto Rössler des Reichssicherheitshauptamts an der Universität Tübingen vom 11. November 1944 an ihn hervor.
Wie aus einem Tagebuch seiner damaligen Frau, Dorothea Forrer-Haupt, hervorgeht, bemühte sich Forrer direkt nach Kriegsende um die Position des Direktors der Vorderasiatischen Abteilung des Berliner Museums. Er erstellte für eine Abteilung der Roten Armee sowie für das kommissarisch eingesetzte Direktorengremium des Museums im Juni und Juli 1945 Berichte über den Zustand des Inventars der Vorderasiatischen sowie der Ägyptischen Abteilung und entwarf in einer Denkschrift die zukünftige Ausgestaltung und Organisation des Museums und dessen Stellung im Berliner Wissenschaftsbetrieb. Das Stellungsgesuch Forrers scheiterte jedoch am Widerstand der verbliebenen Direktoren des Museums.

### Umzug in die Schweiz
Nach dieser erneut herben Enttäuschung und ohne Aussicht auf eine einträgliche Beschäftigung verließ Forrer im August 1945 mit seinem ältesten Sohn und seiner Frau Berlin mit einem Konvoi für „Displaced Persons“ des Schweizer Roten Kreuzes Berlin in Richtung Schweiz, allerdings nicht ohne vorher eine Vernehmung durch amerikanisches Militär über sich ergehen lassen zu müssen. Dort hatte Forrer zu erklären, warum er als Schweizer Staatsbürger bis Kriegsende im nationalsozialistischen Deutschland geblieben war.
Forrer fand nach seiner Ausreise und einem Zwischenaufenthalt in einem Internierungslager der Schweizer Armee Unterkunft in Zürich. Dort bemühte er sich erfolglos um eine entsprechende Position an der dortigen Universität.
Zu dieser Zeit reifte durch die Lektüre des antiken Autors Theopompos von Chios die Idee, die ihn für den Rest seines wissenschaftlichen Lebens verfolgte und die er „Meropis-Forschung“ nannte. In seinem Werk Philippika beschreibt Theopompos den Dialog zwischen dem mythischen König Midas und einem betrunkenen Silen. Europa, Asien und Afrika seien Inseln, die aus einem alten Kontinent hervorgegangen sind, den er Meropis nannte. Forrer baute diese Idee zu einer Theorie aus und suchte nach wissenschaftlichen Beweisen für früheste Kontakte zwischen Amerika und Europa.

### Ausreise nach Amerika
Im Jahre 1949 wanderte Forrer, vom Wissenschaftsbetrieb in Europa enttäuscht, mit seiner Frau nach Mittelamerika aus. Mit dem Erbe seines 1947 verstorbenen Vaters Robert Forrer schifften sich die beiden nach New York ein. Über Texas und Mexiko reisten sie nach Honduras, Guatemala und El Salvador, um sich der Erforschung der mittelamerikanischen Kulturen zu widmen. Dies führte ihn kurzzeitig an die neugegründete philosophische Fakultät der Universität San Salvador, an der er eine Stelle annahm und sich die archäologische Erschließung der Comayagua-Täler in Honduras zur Aufgabe machte. Aber dieses vielversprechende Engagement wurde durch grundlegende Veränderungen an der Universität wieder zunichtegemacht. Forrer ließ sich in El Salvador nieder. Das Leben dort gestaltete sich jedoch zunehmend zu einem harten Kampf um die Existenz für die vielköpfige Familie. Emil Forrer wurde in El Salvador noch sieben Mal Vater. Er arbeitete u. a. als freier Autor für die Tageszeitung Diario del Hoy und publizierte zwischen 1949 und 1966 mehr als 200 Zeitungsartikel. Meist waren es populärwissenschaftliche Darstellungen, die vom Vulkanismus über Planetenkonstellationen bis hin zu einem U-Bahn-Projekt für San Salvador reichten.
Aufgrund seiner Kenntnisse in den älteren Sprachstufen des Spanischen wurde er 1967 vom salvadorianischen Außenministerium beauftragt, historische Dokumente nach Argumenten im Grenzstreit zwischen El Salvador und Honduras zu durchsuchen. Bei dieser Gelegenheit lernte Earl H. Lubensky – zu dieser Zeit in Diensten der amerikanischen Botschaft in El Salvador – Emil Forrer kennen und knüpfte engeren Kontakt zu ihm. Er verfasste 1984 eine bis heute unpublizierte Biographie, die vor allem hinsichtlich der Zeit nach 1949, also der mittelamerikanischen Periode von Forrers Leben, Neues enthält. Forrer hat auch in El Salvador einige Bücher im Selbstverlag erscheinen lassen, die sich vor allem auf die Meropis-Forschung und die Kulturkontakte zwischen Amerika und dem alten Europa konzentrieren. Einiges davon hat über familiäre Kontakte den Weg nach Europa gefunden und ist unter anderem in der Schweizerischen Nationalbibliothek eingestellt. Emil Forrer starb am 10. Januar 1986 im Alter von 91 Jahren in San Salvador.

## Briefwechsel und Kontakte
In seinem Nachlass finden sich Briefwechsel mit nahezu allen vor dem Zweiten Weltkrieg tätigen namhaften Altorientalisten und Keilschriftforschern, aber auch mit Wissenschaftlern anderer Disziplinen, zu denen Forrer anscheinend über viele Jahre intensiven Kontakt hielt. Korrespondiert hat er u. a. mit (in Auswahl): William F. Albright, Helmuth Theodor Bossert, Wilhelm Brandenstein, James H. Breasted, Franz Dornseiff, Erich Ebeling, Hans Ehelolf, Johannes Friedrich, Albrecht Götze, Hans Gustav Güterbock, Oliver R. Gurney, Hans F. K. Günther, Bedřich Hrozný, Franz Köcher, Paul Koschaker, Paul Kretschmer, Ernest Lachmann, Carl Friedrich Lehmann-Haupt, Ernst Lewy, Oswald Menghin, Bruno Meissner, Piero Meriggi, Eduard Meyer, Max von Oppenheim, Hans Henning von der Osten, Anton Poebel, Hans Reinerth, Fritz Schachermeyr, Ferdinand Sommer, Arthur Ungnad, Otto Weber, Ernst Friedrich Weidner und Hans Zimmern.
Zu den institutionellen Kontakten, die durch Briefe belegbar sind, gehören unter anderem das Oriental Institute in Chicago, das Bryn Mawr College in Bryn Mawr Pennsylvania, die Johns Hopkins University in Baltimore, das Collège de France, die Deutsche Morgenländische Gesellschaft, die Deutsche Orientgesellschaft, die Notgemeinschaft der Deutschen Wissenschaft, die Universitäten zu Berlin, Zürich, Genf, Neuchatel und Brüssel, die Schweizerische Gesandtschaft zu Berlin, die türkische Regierung und viele mehr.
Darüber hinaus sind zahlreiche Briefwechsel mit Freunden und Bekannten erhalten, die zum einen das private Leben Emil Forrers beleuchten, zum anderen Hinweise und Erklärungen zu Vorhaben hethitologischer Art enthalten oder sich auf Reiseerlebnisse und Forschungsprojekte beziehen.
Forrer besaß ein „Kopierbuch“, in welchem 902 Briefe aus der Hand Emil Forrers an zahlreiche Korrespondenzpartner auf dünnem Pergamentpapier als Durchschläge handschriftlicher Originale erhalten sind. Diese Briefe, allen voran diejenigen an seinen Vater Robert Forrer sowie an seine erste Frau Margarete Sommer („Gretl“), liefern tiefer gehende Einblicke in die Frühzeit der Hethitologie in den Jahren 1917–1922 und über den Weg Forrers in diese neue Disziplin. Forrer schildert die Verhältnisse im Berliner Museum, wo die Boghazköi-Tafeln aufbewahrt und ausgewertet wurden, und seine Zusammenarbeit mit der Deutschen Orientgesellschaft in den frühen Zwanziger Jahren. Auch seine akademische Situation, insbesondere Promotion und Habilitation und sein enges Verhältnis zu Eduard Meyer, seinem wichtigsten akademischen Lehrer und Mentor, lässt sich auf der Grundlage dieses Materials gut verfolgen. Hierzu ergänzt das Material des Archivs der Humboldt-Universität zu Berlin Lücken des Briefmaterials. Es finden sich fast alle offiziellen Unterlagen zum Promotionsverfahren, so zum Beispiel die Eröffnung und Meldung zum Verfahren, Einreichung der Promotionsschrift sowie die handschriftlichen Originalgutachten seiner akademischen Lehrer Eduard Meyer und Friedrich Delitzsch.

## Publikationen (Auswahl)
- Zur Chronologie der neuassyrischen Zeit. J. C. Hinrichs, Leipzig 1916.
- Die Provinzeinteilung des Assyrischen Reiches. J. C. Hinrichs, Leipzig 1920.
- Keilschrifttexte aus Boghazköi. 4. Heft, 1920.
- Ḫajasa-Azzi. In: Caucasica Band 9, 1931, S. 1–24.
- Homerisch und Silenisch Amerika. Selbstverlag, San Salvador 1975.